# Pastel (álbum de Fobia)
Pastel es un álbum en vivo de la banda de rock mexicana Fobia. Se grabó en vivo en el Palacio de los Deportes de la Ciudad de México en 2019.

## Lista de canciones
| CD1 Pastel |                               |                                                                     |          |  |
| N.º        | Título                        | Escritor(es)                                                        | Duración |  |
| 1.         | «Intro»                       | Jorge Abarca                                                        | 0:46     |  |
| 2.         | «El Diablo»                   | Paco Huidobro                                                       | 3:41     |  |
| 3.         | «2 Corazones»                 | Paco Huidobro                                                       | 3:15     |  |
| 4.         | «Dios Bendiga a los Gusanos»  | Paco Huidobro                                                       | 4:04     |  |
| 5.         | «Plástico»                    | Paco Huidobro                                                       | 3:19     |  |
| 6.         | «Camila»                      | Paco Huidobro                                                       | 3:42     |  |
| 7.         | «La Iguana»                   | Paco Huidobro                                                       | 4:25     |  |
| 8.         | «200 Sábados»                 | Paco Huidobro                                                       | 3:38     |  |
| 9.         | «Corazón en Caracol»          | Paco Huidobro                                                       | 3:32     |  |
| 10.        | «Sin Querer»                  | Paco Huidobro/Leonardo de Lozanne/Javier Ramírez Gómez/José Vázquez | 4:44     |  |
| 11.        | «Mundo Feliz»                 | Paco Huidobro                                                       | 4:26     |  |
| 12.        | «Pudriendo»                   | Paco Huidobro                                                       | 4:38     |  |
| 13.        | «Puedo Rascarme Solo»         | Paco Huidobro                                                       | 3:27     |  |
| 14.        | «Miel del Escorpión»          | Paco Huidobro                                                       | 4:43     |  |
| 15.        | «Fiebre»                      | Paco Huidobro                                                       | 4:08     |  |
| 16.        | «Pepinillo Marino»            | Paco Huidobro                                                       | 3:22     |  |
| 17.        | «Caminitos Hacia el Cosmos»   | Paco Huidobro                                                       | 3:57     |  |
| 18.        | «El Cumpleaños» (con Marteen) | Paco Huidobro                                                       | 2:53     |  |
| 19.        | «El Microbito»                | Paco Huidobro                                                       | 2:54     |  |
| 69:34      |                               |                                                                     |          |  |

| CD2 Pastel |                           |                                                                     |          |  |
| N.º        | Título                    | Escritor(es)                                                        | Duración |  |
| 1.         | «Rosa Venus»              | Paco Huidobro                                                       | 2:54     |  |
| 2.         | «No Eres Yo»              | Paco Huidobro/Jay de la Cueva                                       | 3:58     |  |
| 3.         | «El Crucifijo»            | Paco Huidobro                                                       | 4:07     |  |
| 4.         | «Muy Maniaco de mi Parte» | Paco Huidobro                                                       | 4:14     |  |
| 5.         | «Descontrol»              | Paco Huidobro/Leonardo de Lozanne/Javier Ramírez Gómez/José Vázquez | 5:36     |  |
| 6.         | «Revolución sin manos»    | Paco Huidobro/Leonardo de Lozanne/Javier Ramírez Gómez/José Vázquez | 4:29     |  |
| 7.         | «Regrésame a Júpiter»     | Paco Huidobro                                                       | 6:02     |  |
| 8.         | «Sacúdeme»                | Paco Huidobro                                                       | 4:40     |  |
| 9.         | «Hipnotízame»             | Paco Huidobro/Leonardo de Lozanne/Javier Ramírez Gómez/José Vázquez | 3:31     |  |
| 10.        | «Vivo»                    | Paco Huidobro/Leonardo de Lozanne/Javier Ramírez Gómez/José Vázquez | 5:11     |  |
| 11.        | «Brincas»                 | Paco Huidobro                                                       | 4:26     |  |
| 12.        | «Veneno Vil»              | Paco Huidobro/Leonardo de Lozanne/Javier Ramírez Gómez/José Vázquez | 5:04     |  |
| 13.        | «Hoy Tengo Miedo»         | Paco Huidobro                                                       | 4:59     |  |
| 59:11      |                           |                                                                     |          |  |

| DVD Pastel |                              |          |  |
| N.º        | Título                       | Duración |  |
| 1.         | «Intro»                      | :46      |  |
| 2.         | «El Diablo»                  | 3:42     |  |
| 3.         | «2 Corazones»                | 3:11     |  |
| 4.         | «Dios Bendiga a los Gusanos» | 4:13     |  |
| 5.         | «Plástico»                   | 3:26     |  |
| 6.         | «Camila»                     | 3:43     |  |
| 7.         | «La Iguana»                  | 4:27     |  |
| 8.         | «200 Sábados»                | 3:40     |  |
| 9.         | «Corazón en caracol»         | 3:33     |  |
| 10.        | «Sin Querer»                 | 4:49     |  |
| 11.        | «Mundo Feliz»                | 4:29     |  |
| 12.        | «Pudriendo»                  | 4:37     |  |
| 13.        | «Puedo Rascarme Solo»        | 3:28     |  |
| 14.        | «Miel del Escorpión»         | 4:48     |  |
| 15.        | «Fiebre»                     | 4:27     |  |
| 16.        | «Pepinillo Marino»           | 3:26     |  |
| 17.        | «Caminitos Hacia el Cosmos»  | 3:59     |  |
| 18.        | «El Cumpleaños»              | 2:54     |  |
| 19.        | «El Microbito»               | 3:24     |  |
| 20.        | «Rosa Venus»                 | 2:54     |  |
| 21.        | «No Eres Yo»                 | 4:14     |  |
| 22.        | «El Crucifijo»               | 4:19     |  |
| 23.        | «Muy Maniaco de mi Parte»    | 5:37     |  |
| 24.        | «Descontrol»                 | 4:13     |  |
| 25.        | «Revolución sin manos»       | 4:52     |  |
| 26.        | «Regrésame a Júpiter»        | 6:08     |  |
| 27.        | «Sacudeme»                   | 4:41     |  |
| 28.        | «Hipnotizame»                | 3:32     |  |
| 29.        | «Vivo»                       | 5:16     |  |
| 30.        | «Brincas»                    | 4:47     |  |
| 31.        | «Veneno Vil»                 | 5:06     |  |
| 32.        | «Hoy Tengo Miedo»            | 5:15     |  |
| 128:45     |                              |          |  |

Fuentes: Discogs y Apple Music.

## La banda
- Paco Huidobro: Guitarras y coros
- Leonardo de Lozanne: Voz y coros
- Iñaki Vázquez: Teclados
- Javier "Cha!" Ramírez: Bajo
- Jay de la Cueva: Batería